# Thành phố Melbourne

Biểu trưng Thành phố Melbourne

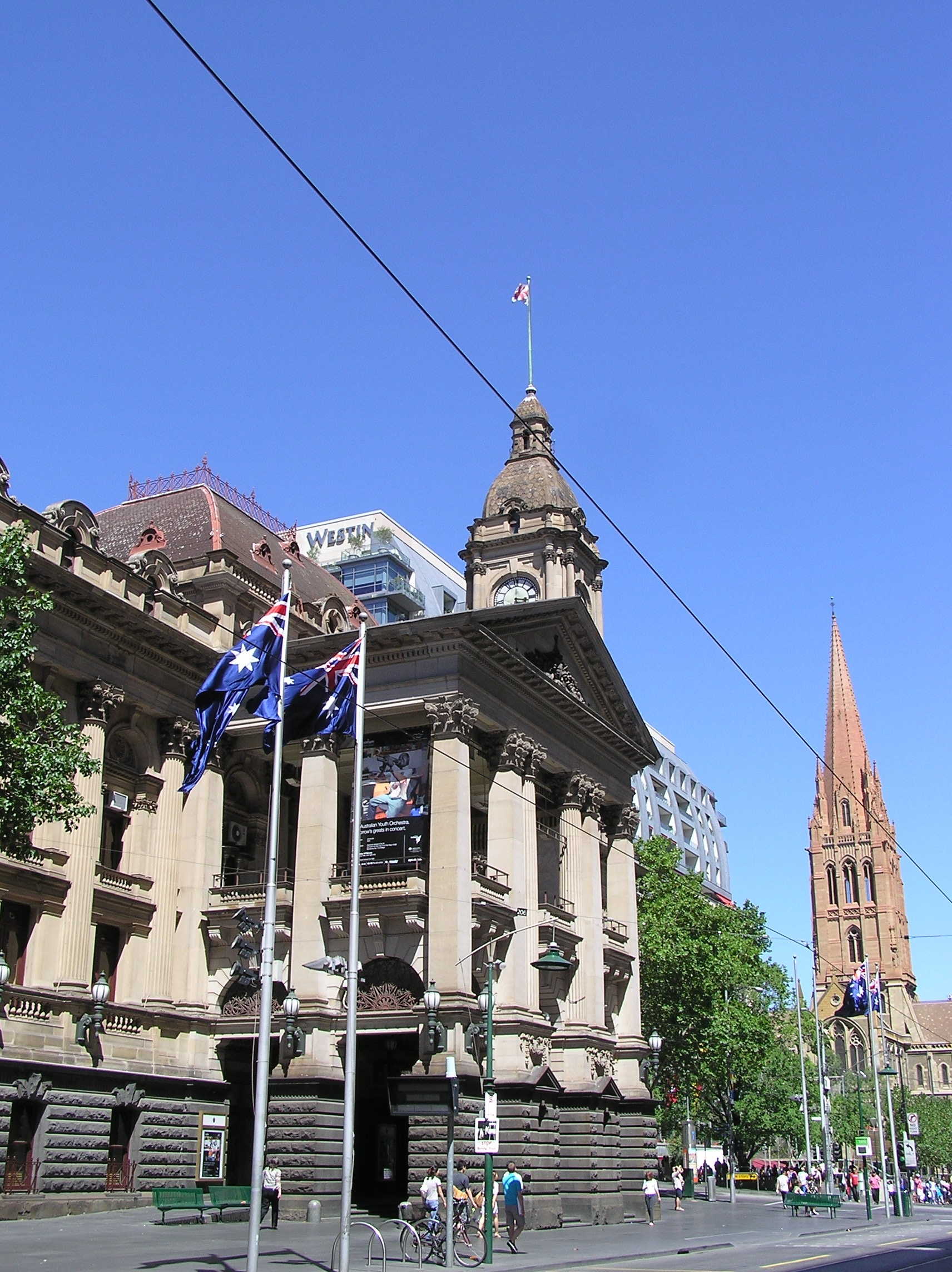
Tòa Thị chính Melbourne nằm trên phố Swanston, xây dựng từ năm 1870 đến 1887

Thành phố Melbourne (tiếng Anh: City of Melbourne) là một khu vực chính quyền địa phương ở tiểu bang Victoria, Australia, nằm ở trung tâm Vùng đô thị Melboune. Thành phố này quản lý một khu vực có diện tích 36 km2 và dân số năm 2015 khoảng 127.742 người. Khẩu hiệu của thành phố là "Vires acquirit eundo", có nghĩa là "Càng đi nhiều càng lớn mạnh".
Đô trưởng đương nhiệm của thành phố là bà Sally Capp, lên nắm quyền từ năm 2018. Văn phòng Hội đồng Thành phố đặt tại Tòa Thị chính Melbourne.

## Lịch sử
Thành phố được thành lập năm 1835 dưới thời Vua William IV, khi chiếc tàu buồm Enterprize chở những người định cư từ châu Âu đầu tiên cập bến cảng Queen's Wharf. Những người mới đến nhanh chóng xây dựng làng mạc, chăn nuôi gia súc và trồng bông vải, tạo nền tảng cho một cuộc sống ấm no, trù phú. Khác với thủ phủ các bang khác, sự ra đời của thành phố gắn liền với người di cư, chứ không phải từ sắc lệnh của chính quyền thuộc địa.
Vào thuở ban đầu mới khai phá, vùng đất Melbourne ngày nay chỉ là một thị trấn nhỏ nằm ở vùng sâu vùng xa của xứ New South Wales, một thuộc địa của Đế quốc Anh trên đất Úc. Việc quản lý vùng đất lúc bấy giờ theo chỉ đạo trực tiếp từ Nghị viện New South Wales. Khi nền kinh tế địa phương ngày càng phát triển, người dân trong khu vực bắt đầu đòi hỏi quyền tự quyết nhiều hơn cho các vấn đề trên địa phương mình. Ngày 12 tháng 8 năm 1842, Melbourne được công nhận "thị xã" (town) theo nghị quyết của Toàn quyền và Hội đồng Lập pháp thuộc địa New South Wales.
Ngày 25 tháng 6 năm 1847, Victoria của Anh ra chỉ dụ chấp thuận nâng cấp Melbourne thành "thành phố" (City), chỉ năm năm sau khi trở thành đô thị. Chỉ dụ của nữ hoàng cũng phê chuẩn thành lập Giáo phận Anh giáo Melbourne và phong tặng danh hiệu Melbourne là "thành phố chính tòa" (cathedral city) do có nhà thờ chính tòa St Paul ở trong địa phận mình. Ngay sau khi nhận được chỉ dụ, Hội đồng Thị xã đã gấp rút chuẩn bị Đề án nâng cấp đô thị trình lên Phủ Thống đốc để xem xét lấy ý kiến ở Nghị viện. Ngày 3 tháng 8 năm 1849, Nghị viện ban hành Nghị quyết 13 Victoria No. 14 về việc "thay đổi phân loại và danh xưng đô thị của Melbourne và nâng cấp thị xã Melbourne lên cấp Thành phố".
Nghị quyết 8 Victoria No. 12 (ra ngày 19 tháng 12 năm 1844) công nhận phạm vi hành chính ban đầu của thành phố. Theo đó, địa giới hành chính thành phố Melbourne bao gồm một khu vực trải dài từ Mũi Ormond ở vùng Elwood theo các đường Barkly Street và Punt Road đến bờ sông Yarra, sau đó đi dọc theo sông, rẽ nhánh vào rạch Merri Creek tại Abbotsford, và rẽ theo phía tây dọc theo đường Brunswick Road đến rạch Moonee Ponds, rồi đổ về phía nam qua cầu vượt Flemington Bridge đến cầu cảng Princes Pier ở cảng Port Melbourne. Nghị quyết này cũng trao cho Thị trưởng thành phố nhiệm vụ xây dựng và hoàn thiện "hệ thống mốc giới lâu dài và rõ ràng bằng sắt, gỗ, đá hoặc các vật liệu khác" dọc theo đường ranh giới của Thành phố — điều này đã được Thị trưởng James Frederick Palmer và Thư ký thành phố John Charles King thực hiện ngày 4 tháng 2 năm 1846.
Trong thập niên 1850 kế tiếp, các vùng Collingwood, Fitzroy và Richmond (nay thuộc thành phố Yarra) và South Melbourne lần lượt tách khỏi Melbourne để thành lập các thị xã trực thuộc tiểu bang. Còn các vùng rìa phía nam như St Kilda và Port Melbourne sáp nhập vào các quận, thị lân cận. Đến năm 1870, thành phố lại cắt một phần diện tích ở phía bắc cho thành phố Brunswick, dịch chuyển địa giới xuống đường Park Street.
Ngày 18 tháng 12 năm 1902, người đứng đầu thành phố Melbourne được Vua Edward VII ban cho chức danh Đô trưởng (Lord Mayor).
Ngày 30 tháng 10 năm 1905, Thành phố Melbourne bắt đầu công cuộc mở rộng địa giới đầu tiên bằng việc hợp nhất hai khu vực chính quyền địa phương vào phạm vi thành phố. Khu vực thứ nhất là Quận Flemington và Kensington vốn tách ra từ Thành phố Essendon năm 1882. Khu vực thứ nhì là Thị xã North Melbourne, tên cũ là Hotham, lập ra năm 1859 và được nâng lên thành thị xã năm 1874. Tòa thị chính cũ của hai vùng này hiện vẫn đang được dùng làm công trình công cộng—một cái ở vùng Kensington gần nhà ga Newmarket; cái khác nằm trên đường Errol Street, vùng North Melbourne.
Đạo luật Định chế hóa Melbourne và Geelong 1938 quy định việc bầu cử Hội đồng thành phố. Theo đó, Melbourne sẽ thành lập hội đồng thành phố từ 11 đơn vị bầu cử, với 3 ủy viên đại diện cho mỗi đơn vị. Cử tri toàn thành phố đi bỏ phiếu bầu Hội đồng đầu tiên vào ngày 24 tháng 8 năm 1939. Căn cứ trên đề nghị của Ban Tư vấn Chính quyền Địa phương năm 1978, chính quyền tiểu bang ra Điều lệ Thành lập Hội đồng (ban hành ngày 27 tháng 2 năm 1979, có hiệu lực từ ngày 19 tháng 5 năm 1979) giảm số đơn vị bầu cử hội đồng còn 8 đơn vị. Tháng 12 năm 1980, chính quyền của Thủ hiến Hamer quyết định giải thể hội đồng thành phố và bổ nhiệm 3 ủy viên chính phủ (commissioner) thay thế. Các ủy viên này có nhiệm vụ tìm ra giải pháp cải tiến cách điều hành của chính phủ (gồm cấu trúc, thể chế, chức năng, quy định) để quản lý hiệu quả hơn cho thành phố đặc biệt là khu vực thương mại trung tâm vốn đóng vai trò đầu tàu kinh tế của tiểu bang. Tuy nhiên, khi đảng Lao động của John Cain thắng cử năm 1982, chính quyền của John Cain đã bãi bỏ quyết định này, đồng thời ban hành Đạo luật Bầu cử Hội đồng Thành phố Melbourne 1982 lập ra 6 đơn vị bầu cử cấp thành và ấn định ngày 4 tháng 12 năm 1982 là ngày bầu cử mới. Ba năm sau, chính phủ lại thêm một đơn vị, nâng số đơn vị bầu cử lên thành 7 đơn vị.
Năm 1993, chính quyền tiểu bang cho sáp nhập vùng Southbank và Trung tâm Nghệ thuật Victoria vào thành phố, và tái quy hoạch thành phố theo 4 vùng quản lý (còn gọi là phường - ward) gồm Flagstaff, University, Hoddle và Domain. Tại cuộc bầu cử Hội đồng năm 2001, Thành phố giải thể toàn bộ 4 vùng trên, thay bằng 7 vùng. Hội đồng nhiệm kỳ mới có tổng cộng 1 Đô trưởng, 1 Phó đô trưởng và 7 ủy viên. Năm 2012, Thành phố đón nhận thêm 2 vùng nữa, nâng số ủy viên đại diện lên 9 vị.
Năm 2005, Hội đồng tiến hành khởi công xây dựng tòa nhà văn phòng số 2 (Council House 2) ở mặt tiền đường Little Collins Street. Công trình đạt 6 sao về chứng nhận thân thiện với môi trường và trở thành kiểu mẫu về xây dựng xanh sạch.
Ngày 2 tháng 7 năm 2007, diện tích thành phố được mở rộng lên gần gấp đôi khi vùng Docklands được chính quyền tiểu bang trao trả về Thành phố.
Tháng 7 năm 2009, Đô trưởng Robert Doyle thay mặt chính quyền thành phố công bố biểu trưng mới cho Thành phố Melbourne. Hệ thống biểu trưng cùng bộ nhận diện mới trị giá tới $239,558.

## Các vùng nội ô
Thành phố Melbourne hiện quản lý 15 vùng nội ô (suburb):
| - Carlton - Carlton North (một phần) - Docklands - East Melbourne - Flemington (một phần) - Jolimont - Kensington | - Melbourne - North Melbourne (một phần) - Port Melbourne (một phần) - Parkville - Southbank - South Wharf (một phần) - South Yarra (một phần) - West Melbourne |

## Hội đồng thành phố

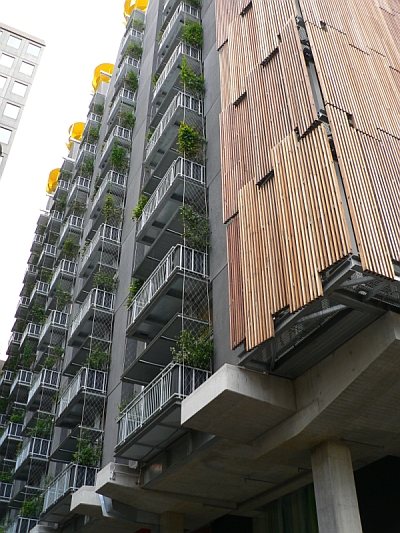
Tòa nhà Hội đồng 2, đường Little Collins Street, đạt chuẩn 6 sao về xây dựng xanh sạch. Nó được xây dựng từ những vật liệu tự nhiên và tái chế, tấm panel năng lượng mặt trời và hệ thống làm mát bằng nhiệt.

### Thành viên hội đồng hiện tại
Hội đồng Thành phố Melbourne có nhiệm kỳ 4 năm với 11 thành viên, bao gồm Đô trưởng, Phó đô trưởng và 9 thành viên khác. Các vị trí Đô trưởng và Đô phó được bầu trực tiếp, trong khi mỗi vị trí nghị viên được bầu chọn từ một khu hành chánh duy nhất toàn thành phố. Không chỉ cư dân thành phố mà chủ các doanh nghiệp và tổ chức đang đóng trên địa bàn cũng có quyền bỏ phiếu. Cuộc bầu cử gần đây nhất được tổ chức ngày 29 tháng 10 năm 2012. Thành phần Đại biểu trong hội đồng có các đảng phái sau đây:
| Đảng | Đảng                                                                  | Số nghị viên |
| ---- | --------------------------------------------------------------------- | ------------ |
|      | Team Doyle                                                            | 5            |
|      | Victorian Greens                                                      | 2            |
|      | Gary Singer - John So Melbourne Living                                | 1            |
|      | Our Melbourne                                                         | 1            |
|      | Morgan Elliott - Prosperity for Liveability                           | 1            |
|      | Stephen Mayne: Independence, Experience, Transparency, Accountability | 1            |
|      | Tổng cộng                                                             | 11           |

Hội đồng đương nhiệm bao gồm những người sau:
| Nghị viên | Nghị viên                | Đảng                                                                  | Chức vụ       |
| --------- | ------------------------ | --------------------------------------------------------------------- | ------------- |
|           | Robert Doyle             | Team Doyle                                                            | Đô trưởng     |
|           | Susan Riley              | Team Doyle                                                            | Phó đô trưởng |
|           | Kevin Louey              | Team Doyle                                                            |               |
|           | Cathy Oke                | Victorian Greens                                                      |               |
|           | Ken Ong                  | Gary Singer - John So Melbourne Living                                |               |
|           | Arron Wood               | Team Doyle                                                            |               |
|           | Beverley Pinder-Mortimer | Team Doyle                                                            |               |
|           | Richard Foster           | Our Melbourne                                                         |               |
|           | Jackie Watts             | Morgan Elliott - Prosperity for Liveability                           |               |
|           | Stephen Mayne            | Stephen Mayne: Independence, Experience, Transparency, Accountability |               |
|           | Rohan Leppert            | Victorian Greens                                                      |               |

## Dân số
| Năm    | 1954   | 1958    | 1961   | 1966   | 1971   | 1976   | 1981    | 1986    | 1991   | 1996   | 2001   | 2006   | 2011   | 2015    |
| ------ | ------ | ------- | ------ | ------ | ------ | ------ | ------- | ------- | ------ | ------ | ------ | ------ | ------ | ------- |
| Số dân | 93.172 | 89.800* | 76.810 | 75.709 | 75.830 | 65.167 | 59.100* | 56.100* | 38.504 | 45.253 | 60.745 | 71.380 | 93.625 | 127.672 |

* Số liệu ước đoán trong Niên giám năm 1958, 1983 và 1988.

## Nhà ga tàu điện

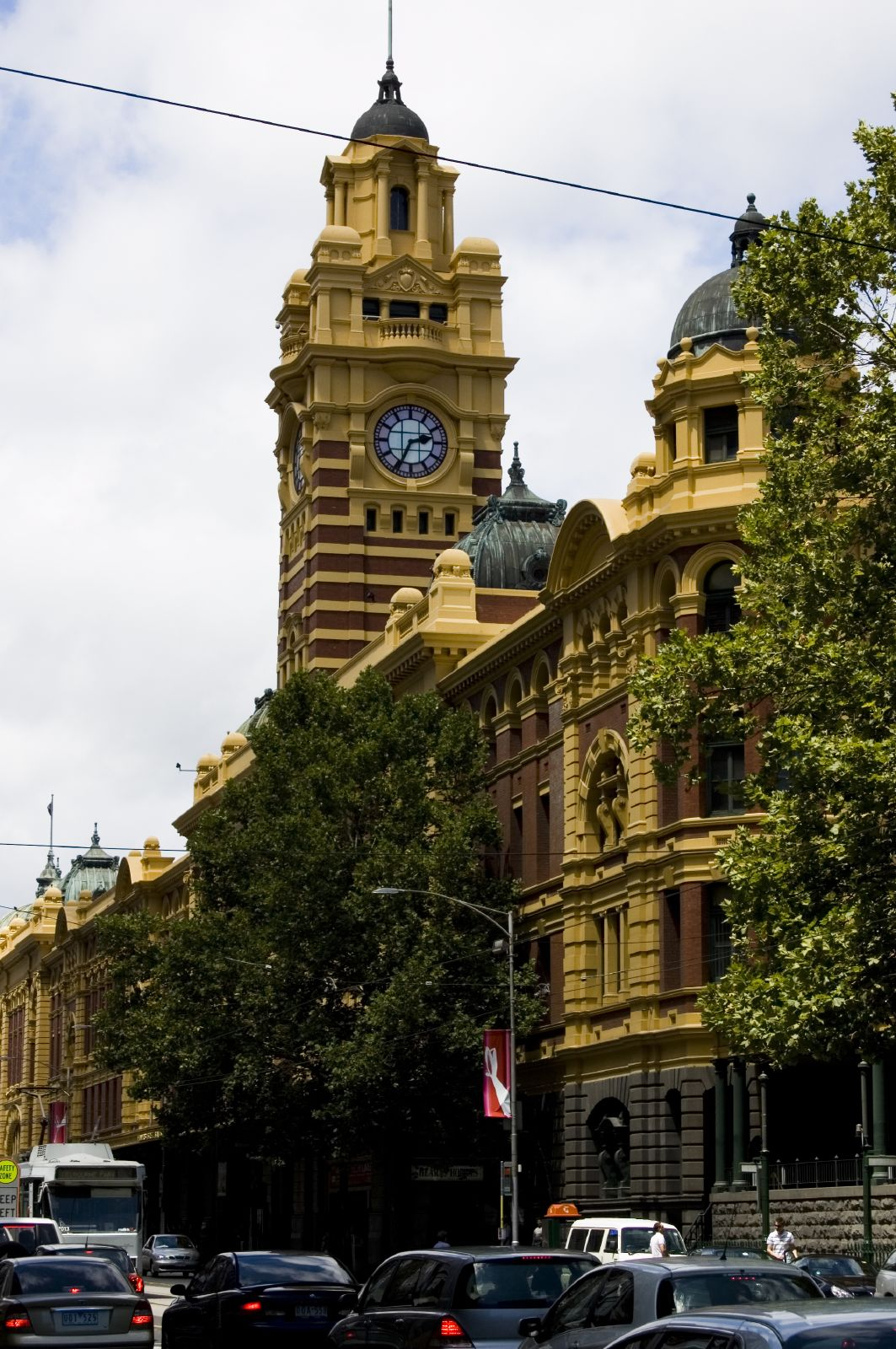
Ga Flinders Street

| City Loop: - Flagstaff - Flinders Street - Melbourne Central - Parliament - Southern Cross | Khác - Royal Park - North Melbourne - Jolimont - Macaulay - South Kensington - Flemington Racecourse - Showgrounds |

## Cơ sở giáo dục

### Tư thục
- Eltham College - Year 9 City Campus
- Melbourne Grammar School
- Melbourne Girls' Grammar School
- Wesley College - St Kilda Road Campuses

### Công lập
- University High School
- South Yarra Primary School

### Công giáo
- St Aloysius' College
- St Joseph's College
- Simonds Catholic College

## Thành phố kết nghĩa
Thành phố Melbourne có quan hệ kết nghĩa với bảy thành phố trên thế giới. Đó là các thành phố: Osaka, Nhật Bản (từ 1978); Thiên Tân, Trung Quốc (từ 1980); Thessaloniki, Hy Lạp (từ 1984); Boston, Massachusetts, Hoa Kỳ (từ 1985); Saint Petersburg, Nga (từ 1989); Milan, Ý (từ 2004), Delhi, Ấn Độ (từ 2007), Hồ Chí Minh (từ 2020).
Một vài thành phố khác trong vùng đô thị cũng có mói quan hệ kết nghĩa; xem Danh sách khu vực chính quyền địa phương tại Victoria để biết thêm chi tiết.